# US Open de 2007
O US Open de 2007 foi um torneio de tênis disputado nas quadras duras do USTA Billie Jean King National Tennis Center, no Flushing Meadows-Corona Park, no distrito do Queens, em Nova York, nos Estados Unidos, entre 27 de agosto e 9 de setembro. Corresponde à 40ª edição da era aberta e à 127ª de todos os tempos.

## Finais

### Profissional
| Categoria | Evento    | Campeã(s)(o/ões)             | Vice-campeã(s)(o/ões)            | Resultado     | Chave(s)  | Chave(s)       |
| --------- | --------- | ---------------------------- | -------------------------------- | ------------- | --------- | -------------- |
| Simples   | Masculino | Roger Federer                | Novak Djokovic                   | 7–6, 7–6, 6–4 | principal | qualificatório |
| Simples   | Feminino  | Justine Henin                | Svetlana Kuznetsova              | 6–1, 6–3      | principal | qualificatório |
| Duplas    | Masculino | Simon Aspelin Julian Knowle  | Lukáš Dlouhý Pavel Vízner        | 7–5, 6–4      | principal | principal      |
| Duplas    | Feminino  | Nathalie Dechy Dinara Safina | Chan Yung-jan Chuang Chia-jung   | 6–4, 6–2      | principal | principal      |
| Duplas    | Misto     | Victoria Azarenka Max Mirnyi | Meghann Shaughnessy Leander Paes | 6–4, 7–66     | principal | principal      |

### Juvenil
| Categoria | Evento    | Campeã(s)(o/ões)                    | Vice-campeã(s)(o/ões)             | Resultado      | Chave(s)  | Chave(s)       |
| --------- | --------- | ----------------------------------- | --------------------------------- | -------------- | --------- | -------------- |
| Simples   | Masculino | Ričardas Berankis                   | Jerzy Janowicz                    | 6–3, 6–4       | principal | qualificatório |
| Simples   | Feminino  | Kristína Kučová                     | Urszula Radwanska                 | 6–3, 1–6, 7–64 | principal | qualificatório |
| Duplas    | Masculino | Jonathan Eysseric Jérôme Inzerillo  | Grigor Dimitrov Vasek Pospisil    | 6–2, 6–4       | principal | principal      |
| Duplas    | Feminino  | Ksenia Milevskaya Urszula Radwańska | Oksana Kalashnikova Ksenia Lykina | 6–1, 6–2       | principal | principal      |

### Cadeirante
| Categoria | Evento       | Campeã(s)(o/ões)               | Vice-campeã(s)(o/ões)             | Resultado     | Chave     |
| --------- | ------------ | ------------------------------ | --------------------------------- | ------------- | --------- |
| Simples   | Masculino    | Shingo Kunieda                 | Robin Ammerlaan                   | 6–2, 6–2      | principal |
| Simples   | Feminino     | Esther Vergeer                 | Florence Gravellier               | 6–3, 6–1      | principal |
| Simples   | Tetraplégico | Peter Norfolk                  | David Wagner                      | 7–65, 6–2     | principal |
| Duplas    | Masculino    | Shingo Kunieda Satoshi Saida   | Robin Ammerlaan Michaël Jeremiasz | 6–3, 6–2      | principal |
| Duplas    | Feminino     | Jiske Griffioen Esther Vergeer | Korie Homan Sharon Walraven       | 6–1, 6–1      | principal |
| Duplas    | Tetraplégico | Nicholas Taylor David Wagner   | Sara Hunter Peter Norfolk         | 6–1, 4–6, 6–0 | principal |

### Outros eventos
| Categoria         | Evento    | Campeã(s)(o/ões)                                         | Vice-campeã(s)(o/ões)             | Resultado                         | Chave     | Chave     |
| ----------------- | --------- | -------------------------------------------------------- | --------------------------------- | --------------------------------- | --------- | --------- |
| Simples convidado | Masculino | Todd Martin                                              | Evento decidido em fase de grupos | Evento decidido em fase de grupos | principal | principal |
| Simples convidado | Feminino  | Conchita Martínez e Jana Novotná                         | Evento decidido em fase de grupos | Evento decidido em fase de grupos | principal | principal |
| Duplas convidadas | Misto     | Natasha Zvereva / Andrés Gómez e Anne Smith / Stan Smith | Evento decidido em fase de grupos | Evento decidido em fase de grupos | principal | principal |